# Cytaphérèse

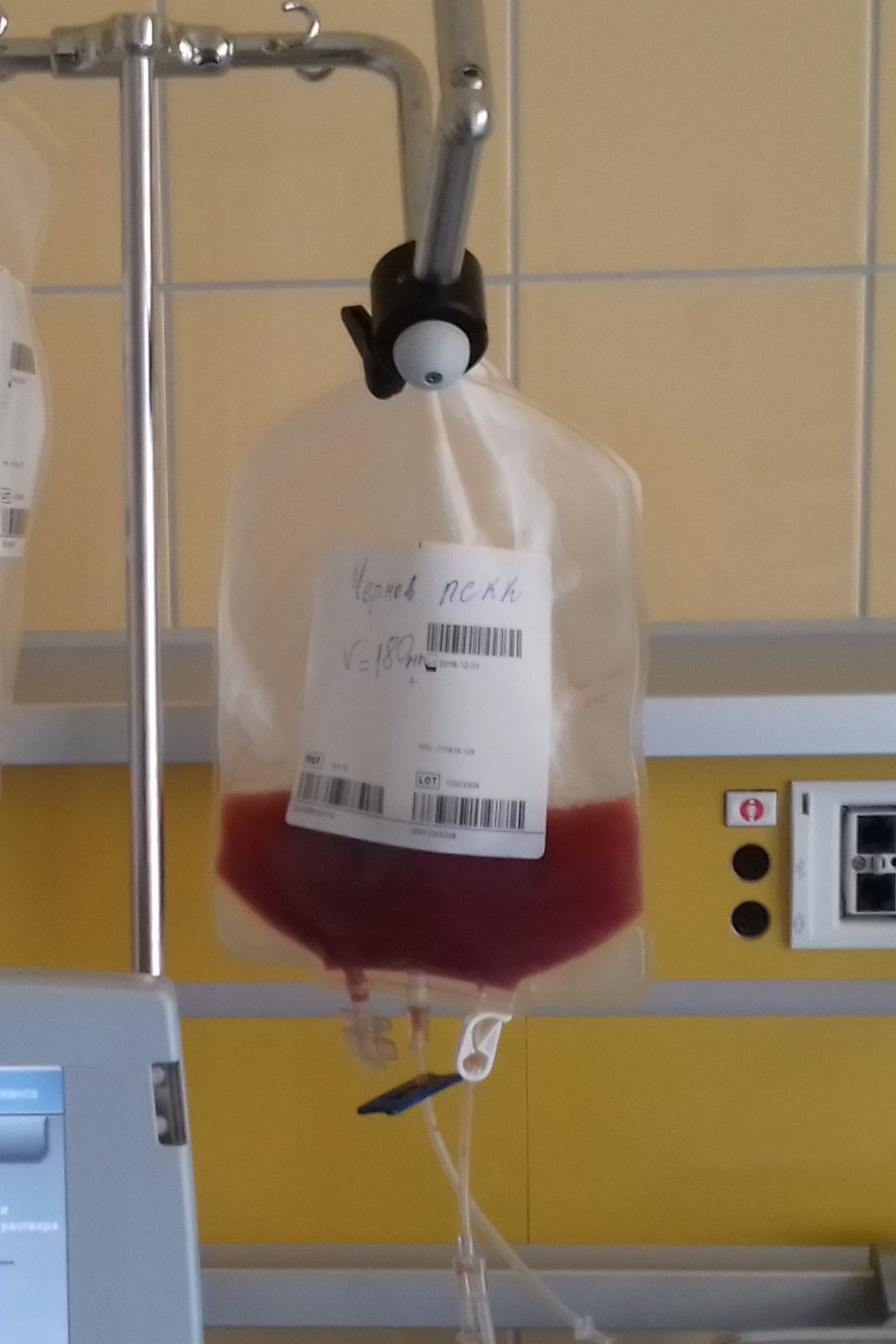

Le terme générique cytaphérèse indique le prélèvement par aphérèse de cellules, quelle que soit leur nature, plaquettes, globules blancs dont les cellules souches hématopoïétiques. Ces dernières prélevées à partir du sang, constituent un greffon utilisé lors de la greffe de cellules souches hématopoïétiques ou greffe de moelle osseuse. Une autre façon de disposer d'un greffon, est le prélèvement de moelle osseuse.
Les cellules souches hématopoïétiques peuvent être prélevées chez un patient pour lui être administrées ultérieurement lors d'une autogreffe. Elles peuvent également être prélevées chez un donneur compatible avec le patient en vue d'une allogreffe (administration des cellules du donneur au patient). Le donneur peut être apparenté ou non (donneur volontaire) au patient.
Les cellules souches hématopoïétiques sont situées dans la moelle osseuse. Les injections d'un médicament facteur de croissance hématopoïétique ou G-CSF Granulocyte Colony Stimulating Factor, tel que les molécules filgrastim ou lenograstim, entraînent le passage des cellules souches hématopoïétiques de la moelle osseuse vers le sang. Pendant ce processus appelé mobilisation, elles peuvent être prélevées par aphérèse au moyen d'un séparateur de cellules. Elles sont collectées dans une poche de recueil, les autres constituants du sang sont retournés au sujet, donneur ou patient 
Cette technique qui dure en moyenne 3 heures est une alternative au prélèvement de moelle osseuse. Elle peut être pratiquée en ambulatoire, alors que le prélèvement de moelle osseuse est effectué sous anesthésie générale et nécessite l'hospitalisation.
Pour obtenir un greffon, plusieurs jours consécutifs d'aphérèse peuvent s'avérer nécessaires. Chez un donneur volontaire de cellules souches hématopoïétiques, deux cytaphérèses sont admises au maximum. 
La mobilisation des cellules souches hématopoïétiques de la moelle osseuse vers le sang peut s'avérer insuffisante. Lorsque cela survient chez un donneur, un prélèvement de moelle osseuse au bloc opératoire est organisé en urgence, le patient étant déjà conditionné pour recevoir le greffon,